# Unnačuolmažajohka
De Unnačuolmažajohka (-jåkka) is een bergbeek die stroomt binnen de Zweedse  gemeente Kiruna. De rivier stroomt zuidwaarts en levert haar water in bij de Pulsurivier. Ze is circa 10 kilometer lang.
Afwatering: Unnačuolmažajohka → Pulsurivier → Lainiorivier → Torne → Botnische Golf